# Pierre Schoeller
Pierre Schoeller (Parigi, 1961) è un regista e sceneggiatore francese.

## Biografia
Studia e si diploma a Parigi all'École Louis-Lumière, laureandosi successivamente in sceneggiatura a La Fémis.

## Filmografia

### Regista
- Versailles (2008)
- Il ministro - L'esercizio dello Stato (L'Exercice de l'État) (2011)
- Un peuple et son roi (2018)

### Sceneggiatore
- L'afrance, regia di Alain Gomis (2001)
- Versailles, regia di Pierre Schoeller (2008)

## Premi e riconoscimenti

### Festival di Cannes
- 2008: - Nominato a Caméra d'or per Versailles
- 2008: - Nominato a Un Certain Regard per Versailles
- 2011: - Nominato a Un Certain Regard per Il ministro - L'esercizio dello Stato (L'Exercice de l'État)
- 2011: - Premio Fipresci per Il ministro - L'esercizio dello Stato (L'Exercice de l'État)

### Premio César
- 2009: - Nominato a migliore opera prima per Versailles
- 2012: - Nominato a miglior regista per Il ministro - L'esercizio dello Stato (L'Exercice de l'État)
- 2012: - Migliore sceneggiatura originale per Il ministro - L'esercizio dello Stato (L'Exercice de l'État)

### Premio Lumière
- 2012: - Nominato a migliore sceneggiatura per Il ministro - L'esercizio dello Stato (L'Exercice de l'État)

### Premio Magritte
- 2013: - Migliore coproduzione straniera per Il ministro - L'esercizio dello Stato (L'Exercice de l'État)